# Trận Diên Tân
Trận Diên Tân (chữ Hán: 延津之戰, Diên Tân chi chiến) là một trận chiến diễn ra dọc theo bờ nam của sông Hoàng Hà vào cuối thời Đông Hán. Đây là trận chiến diễn ra ngay sau trận Bạch Mã và là một phần trong một loạt các cuộc giao tranh dẫn đến cuộc đối đầu quyết định giữa hai lãnh chúa đối địch là Viên Thiệu và Tào Tháo trong chiến dịch Quan Độ vào năm 200. Sau khi Nhan Lương, một trong những vị tướng tin cậy nhất của Viên Thiệu, tử trận trong trận Bạch Mã, đến trận này, đến lượt Văn Xú, một trong những tướng lĩnh chủ chốt của Viên Thiệu, lại tử trận, đã làm suy yếu rất nhiều tinh thần của lực lượng của Viên Thiệu, vốn đang tiến về Quan Độ.

## Bối cảnh
Tào Tháo và Viên Thiệu đã dần đi đến một cuộc đối đầu trực tiếp kể từ cuối những năm 190, và những tháng đầu năm 200 chứng kiến sự mở đầu của cuộc giao chiến tại trận Bạch Mã sau nhiều năm chuẩn bị. Bằng một đòn nghi binh, Tào Tháo đã có thể chia cắt lực lượng chính của Viên Thiệu, vốn đang tập trung tại Lê Dương (黎陽; phía tây bắc huyện Tuấn, Hà Nam ngày nay), sang bên kia sông đến Bạch Mã (白馬; gần huyện Hoạt, Hà Nam ngày nay), và do đó đã giải vây cho quân đang đồn trú Bạch Mã, giết chết thượng tướng của Viên Thiệu là Nhan Lương. Mặc dù vậy, cho rằng cứ điểm ở Bạch Mã không thích hợp cho việc phòng thủ cứng, Tào Tháo đã cho rút bỏ tiền đồn và di tản hậu cần về phía tây dọc theo con sông. Viên Thiệu sau đó cho quân đã vượt qua sông Hoàng Hà để truy đuổi đoàn di chuyển của Tào Tháo. Tuy nhiên, Tào Tháo không đơn giản hài lòng với việc rút bỏ toàn bộ vùng đất giữa Quan Độ và sông Hoàng Hà cho kẻ thù — ông còn muốn thực hiện các cuộc phản kích tiêu hao buộc kẻ thù phải trả giá đắt trong khi vẫn an toàn rút quân về phòng tuyến Quan Độ đã được chuẩn bị trước. 

## Trận chiến
Sau đòn nghi binh của Tào Tháo trong trận Bạch Mã, Viên Thiệu đã cho quân tiên phong của mình tiến dọc theo bờ sông Hoàng Hà hướng về phía tây bến Diên Tân (延津; phía bắc Diên Tân, Hà Nam ngày nay). Có lẽ chính tại bến cạn này mà quân Viên Thiệu đã vượt sông mà không bị quân Tào Tháo ngăn cản. Vào thời điểm này, Viên Thiệu đã gần đến phía bắc tuyến phòng thủ của Tào Tháo tại Quan Độ và căn cứ của ông ta ở Hứa Xương.
Quân của Tào Tháo sau đó cũng đến Diên Tân và dựng trại dưới một dãy núi được gọi là Nam Pha (南阪), cách vị trí 20 lý về phía tây và 50 lý về phía nam của Bạch Mã. Vì vị trí của Tào Tháo nằm ở phía nam của một con đê cách xa con sông (có mục đích kiểm soát lũ lụt theo mùa), quân Tào Tháo được giấu khỏi tầm quan sát của Viên Thiệu trong khi Tào Tháo phải cử người canh gác để do thám các động thái của kẻ thù. Thám báo đầu tiên đã báo cáo có khoảng năm đến sáu trăm kỵ binh quân Viên Thiệu đang trên đường tiến đến, sau đó báo cáo rằng có nhiều kỵ binh hơn trước một chút và quy mô của lực lượng bộ binh không thể đếm được. Lúc này, thay vì đốc thúc quân lính rút đi, Tào Tháo lại sai kỵ binh của mình ngừng lại, tháo yên và thả ngựa ra.
Đoàn xe hậu cần từ Bạch Mã lúc này cũng xuất hiện trên con đường phía bắc, trước mắt quân Viên Thiệu. Một số thuộc hạ của Tào Tháo cảm thấy lo lắng trước viễn cảnh có quá nhiều kỵ binh địch nên đề nghị quay về bảo vệ trại. Mưu sĩ Tuân Du phản đối, nói: "Đây chính là cách dụ địch! Làm sao có thể bỏ đi?"  Tào Tháo chỉ liếc mắt nhìn và cười.
Văn Xú và Lưu Bị, chỉ huy đội kỵ binh của Viên Thiệu, dẫn theo năm sáu ngàn kỵ binh, lần lượt tiến đến. Tào Tháo chờ cho đến khi kỵ binh quân Viên Thiệu tan rã đội hình để đến cướp bóc đoàn xe hậu cần mới ra lệnh cho đội kỵ binh chưa đến 600 người của mình, tấn công vào quân địch. Quân Viên Thiệu bị đánh tan và Văn Xú bị giết trong cuộc hỗn chiến.

## Hậu quả
Nhan Lương và Văn Xú là hai vị tướng được đánh giá cao nhất trong quân đội của Viên Thiệu, cả hai đều tử trận trong hai trận chiến liên tiếp. Điều này làm ảnh hưởng rất lớn đến sĩ khí của quân Viên Thiệu.
Với chiến thắng tại Diên Tân, Tào Tháo đã có thể rút lui về phòng tuyến của mình ở Quan Độ (官渡; phía đông bắc huyện Trung Mưu, Hà Nam ngày nay) cùng với quân lính và vật tư mà không có sự cố nào. Viên Thiệu theo sát phía sau và đóng trại tại Dương Vũ (陽武; gần huyện Nguyên Dương, Hà Nam ngày nay), ngay phía bắc Quan Độ. Ông đã bỏ qua lời khuyên của Thư Thụ về việc để lại một đơn vị đồn trú ở bến Diên Tân để đề phòng, và tập trung toàn bộ lực lượng của mình ở bến Dương Vũ để chuẩn bị cho một trận chiến quyết định sắp tới.

## TrongTam Quốc Diễn Nghĩa

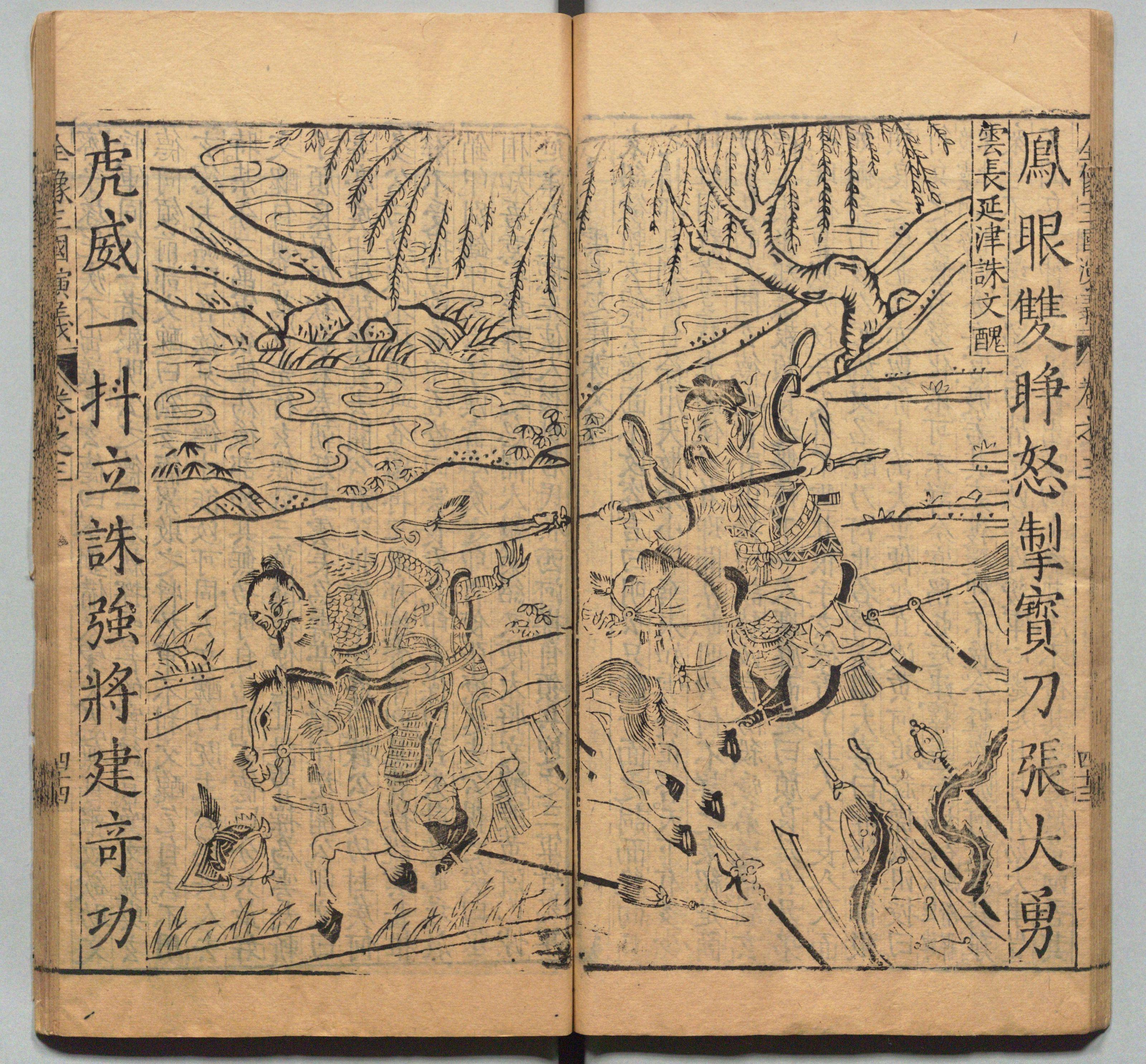
Tranh khắc gỗ thời nhà Minh mô tả cảnh Quan Vũ giết Văn Xú.

Trận Diên Tân là sự kiện mở đầu trong chương 26 của tiểu thuyết lịch sử thế kỷ 14 Tam quốc diễn nghĩa .
Trận chiến được mô tả trong tiểu thuyết bám sát với trận chiến trong lịch sử cho đến khi Tào Tháo ra lệnh tấn công quân của Văn Xú. Vào thời điểm đó, Trương Liêu và Từ Hoảng, hai vị tướng giỏi nhất của Tào Tháo đã đuổi theo Văn Xú, nhưng đã bị Văn Xú bắn hai mũi tên từ trên lưng ngựa, một mũi tên cắt đứt lông trên mũ giáp của Trương Liêu, mũi tên còn lại bắn trúng mặt ngựa của Trương Liêu. Từ Hoàng vung rìu chiến định lao tới giao chiến với Văn Xú nhưng phải rút lui khi một toán quân Viên đến tiếp ứng.
Quan Vũ dẫn theo mười mấy kỵ binh chặn đường chạy trốn của Văn Xú. Chỉ rrong vòng ba hiệp, Văn Xú đã cố gắng bỏ chạy. Tuy nhiên, ngựa Xích Thố của Quan Vũ đã nhanh chóng đuổi kịp và Quan Vũ đã chém chết Văn Xú sau đó.